# 大阪男塾・炸
『大阪男塾・炸』は2022年製作、2023年公開の日本映画。監督・脚本は花堂純次。実在のホストクラブを舞台にした青春群像劇である。
2021年3月、コロナ禍により日本の飲食業界、映像業界は大激を受けていた。そんな中、「大阪の夜の街をもう一度元気にしたい」という思いから、大阪・ミナミに実在する人気ホストクラブ「大阪男塾」を舞台として、その表と裏を描いた映画をつくるという企画が持ち上がった。
主演は大阪男塾の塾長・拓真と現役ホストのスター☆HIDEが務めたが、これは予算が無かったことに由来する。2人は花堂の演技指導を2か月に渡って受け、その間に花堂はホストとホストを取り巻く環境について聞き取り調査を行った。それにより、「実話」ベースのオリジナル作品が誕生することになった
2022年12月2日から同年12月15日まで花堂の故郷でもある宮崎県宮崎市の宮崎キネマ館で先行公開され、2023来年早々に大阪での一般公開された。